# Эсаулов, Евгений Павлович
Евгений Павлович Эсаулов (Есаулов; 1812—1888) — русский военный деятель, генерал-лейтенант (1872), член Артиллерийского комитета Главного артиллерийского управления Русской императорской армии.

## Биография
Родился в 1812 году. Из дворян Санкт-Петербургской губернии. С 1827 года учился в Михайловском артиллерийском училище, а с 1831 года — в высших офицерских классах при нём же, откуда в 1834 году был выпущен в полевую артиллерию, и в том же году произведён в подпоручики.
В дальнейшем служил на Сестрорецком оружейном заводе. При восстановлении Зимнего дворца после бывшего в нём пожара, участвовал под руководством генерал-майора Аммосова, известного инженера, в устройстве в нём пневматических «Аммосовских» печей. За успешную работу на этом поприще, Эсаулов в 1839 году был награждён премией в размере годового оклада, орденом Святого Станислава 3-й степени и золотой медалью «За возобновление Зимнего дворца». После этого, до 1842 года вновь служил на Сестрорецком заводе.
С 1842 года Эсаулов служил в 1-й Лейб-гвардии артиллерийской бригаде. В 1847 году был произведён в штабс-капитаны и прикомандирован к штабу генерал-фельдцейхмейстера (главнокомандующего всей русской артиллерий) Великого князя Михаила Павловича (младшего брата царя Николая I). Вскоре после этого был снова направлен генерал-фельдцейхмейстером на Сестрорецкий завод. С 1850 года — полковник.
После окончания Крымской войны Эсаулов активно участвовал в перевооружении русской армии нарезным оружием. В 1857 году был командирован на Кавказ «для главного наблюдения за успешным введением» нарезных ружей в полевых войсках, принимавших участие в Кавказской войне. Также Эсаулову было поручено: надзирать за правильным обучением войск стрельбе из нарезных ружей; за обучением правильным способам их починки и бережному обращению с ними. Кроме того, Эсаулову было поручено организовать в Тифлисе мастерскую по производству пуль системы Минье для нарезного оружия.
Эсаулов находился на Кавказе вплоть до 1864 года, причём лично участвовал в боевых действиях против горцев за Кубанью, чтобы проверить эффективность новых ружей в боевых условиях. При отъезде Эсаулова в Санкт-Петербург, командующий Кавказской армией великий князь Михаил Николаевичв отзыве военному министру Дмитрию Милютину засвидетельствовал, что «деятельности генерал-майора Эсаулова мы много обязаны тем, что стрелки Кавказской армии оказали весьма важные услуги при покорении как восточного, так и западного Кавказа».
По возвращении из командировки Эсаулов был причислен к главному артиллерийскому управлению и назначен членом Артиллерийского комитета. В 1872 году  был произведен в генерал-лейтенанты.
Скончался генерал-лейтенант Эсаулов в 1888 году.